# 蹩鱧
蹩鱧（学名：Channa limbata，又名林氏鱧、紅尾緣鱧、紅尾南鱧），為輻鰭魚綱攀鱸目鱧亞目鱧科鱧屬的一種魚類。分布於中國南部、緬甸、泰國、寮國、馬來西亞、新加坡、印尼、蘇門答臘、婆羅洲、爪哇的淡水流域，棲息於靠近山區森林的淺層水域和瀑布，該物種的模式產地在印尼爪哇，體長17.2～20公分，常被認為是寬額鱧（Channa gachua）的同義詞，但兩者在基因遺傳上還是有差異。
其种加词“limbata”意为“緣邊”；馬來文則意有“跛行”的意思。

## 習性
屬肉食性，以魚類、甲殼類、昆蟲等為食，可作為觀賞魚。